# 萧哈剌帖木儿
萧哈剌帖木儿，元朝初年官员，契丹族。属于契丹萧氏，在唐朝被称为审密氏，在金朝被称为石抹氏。
萧哈剌帖木儿是萧丑奴的孙子，湖北提刑按察使萧青山的儿子。萧哈剌帖木儿早年至东宫事奉忽必烈的皇太子真金，主管宿卫。后来官至檀州（今北京市密云区）知州。他去世后，追封順国公，谥康惠。其子萧拜住。